# Mường Giàng
Mường Giàng, còn gọi là Phiêng Lanh, là thị trấn huyện lỵ của huyện Quỳnh Nhai, tỉnh Sơn La, Việt Nam.

## Địa lý
Thị trấn Mường Giàng có vị trí địa lý:
- Phía đông giáp xã Chiềng Bằng
- Phía tây giáp tỉnh Điện Biên
- Phía nam giáp huyện Thuận Châu
- Phía bắc giáp xã Pá Ma Pha Khinh.

Thị trấn Mường Giàng có diện tích 67,97 km², dân số năm 2023 là 11.832 người, mật độ dân số đạt 174 người/km².

## Hành chính
Thị trấn Mường Giàng được chia thành 14 tiểu khu: 1, 2, 3, 4, 5, Bung Lanh, Đán Đanh, Hua Chai, Kiếu Hát, Lốm Khiêu, Mường Giàng, Pá Uôn, Phiêng Ban, Phiêng Nèn.

## Lịch sử
Ngày 14 tháng 11 năm 2024, Ủy ban Thường vụ Quốc hội ban hành Nghị quyết số 1280/NQ-UBTVQH15 về việc sắp xếp đơn vị hành chính cấp huyện, cấp xã của tỉnh Sơn La giai đoạn 2023 – 2025 (nghị quyết có hiệu lực từ ngày 1 tháng 2 năm 2025). Theo đó, thành lập thị trấn Mường Giàng thuộc huyện Quỳnh Nhai trên cơ sở toàn bộ 67,97 km² diện tích tự nhiên và quy mô dân số là 11.832 người của xã Mường Giàng.
Ngày 20 tháng 1 năm 2025, UBND tỉnh Sơn La ban hành Quyết định số 163/QĐ-UBND về việc:
- Chuyển Xóm 1 thành tiểu khu 1.
- Chuyển Xóm 2 thành tiểu khu 2.
- Chuyển Xóm 3 thành tiểu khu 3.
- Chuyển Xóm 4 thành tiểu khu 4.
- Chuyển Xóm 5 thành tiểu khu 5.
- Chuyển bản Bung Lanh thành tiểu khu Bung Lanh.
- Chuyển bản Đán Đanh thành tiểu khu Đán Đanh.
- Chuyển bản Hua Chai thành tiểu khu Hua Chai.
- Chuyển bản Kiếu Hát thành tiểu khu Kiếu Hát.
- Chuyển bản Lốm Khiêu thành tiểu khu Lốm Khiêu.
- Chuyển bản Mường Giàng thành tiểu khu Mường Giàng.
- Chuyển bản Pá Uôn thành tiểu khu Pá Uôn.
- Chuyển bản Phiêng Ban thành tiểu khu Phiêng Ban.
- Chuyển bản Phiêng Nèn thành tiểu khu Phiêng Nèn.